# Stephanie Waring
Stephanie Waring es una actriz inglesa, más conocida por interpretar a Cindy Cunningham en la serie Hollyoaks.

## Biografía
En 2009 comenzó a salir con el entrenador personal Dan Hooper, con quien tiene una hija, Lexi Grace Hooper (16 de septiembre de 2010). Sin embargo, la relación terminó en enero de 2014. Stephanie tiene otra hija, Mia Grace, de una relación anterior.
En 2014 comenzó a salir con Riad Erraji, pero la relación se terminó en marzo de 2015. Ese mismo año, comenzó a salir con James Hill, pero la relación terminó. En 2015 comenzó a salir con Rick Shore, pero también terminó poco después.

## Carrera
En 2001 obtuvo el papel principal en la serie Crash Palace, donde interpretó a Tina Clark. En 2002 interpretó a Kim Landor en la serie Doctors; apareció de nuevo en la serie en 2005, cuando interpretó a Cathy Shaw en el episodio "The Family Unit". Entre 2006 y 2007, apareció como personaje invitado en la exitosa serie británica Coronation Street, donde interpretó a Emma. En 2007 también apareció en la serie Holby City, donde interpretó a Claire James; anteriormente había aparecido por primera vez en la serie en 2003, cuando interpretó a Megan Hunter en el episodio "When That Shark Bites".
El 30 de octubre de 1996, se unió al elenco principal de la exitosa serie británica Hollyoaks, donde interpreta a Cindy Cunningham-Longford hasta ahora. Se retiró de la serie en 2001, pero regresó como invitada en 2002 y 2004; regresó a la serie en junio de 2008 y desde entonces aparece en el programa. En 2009 apareció en el spin-off de la serie Hollyoaks Later, donde interpretó de nuevo a Cindy.

## Filmografía

### Series de televisión
| Año                            | Título            | Personaje        | Notas                               |
| ------------------------------ | ----------------- | ---------------- | ----------------------------------- |
| 1996 - 2000, 2004, 2008 - 2024 | Hollyoaks         | Cindy Cunningham | 1,499 episodios                     |
| 2009                           | Hollyoaks Later   | Cindy Cunningham | 5 episodios                         |
| 2008                           | The Royal Today   | Lorna            | episodio # 1.27                     |
| 2006 - 2007                    | Coronation Street | Emma             | 5 episodios                         |
| 2007                           | Holby City        | Claire James     | episodio "Into the Dark"            |
| 2005                           | Doctors           | Cathy Shaw       | episodio "The Family Unit"          |
| 2005                           | The Royal         | Georgie Wells    | episodio "Everybody Needs Somebody" |
| 2003                           | Sweet Medicine    | Jodie            | episodio # 1.7                      |
| 2003                           | Mersey Beat       | Lisa Solomon     | episodio "Precious Illusions"       |
| 2002                           | Nice Guy Eddie    | Laura McMullen   | episodio # 1.1                      |
| 2001                           | Crash Palace      | Tina Clark       | tv serie                            |

### Películas
| Año  | Título         | Personaje      | Notas                   |
| ---- | -------------- | -------------- | ----------------------- |
| 2001 | Nice Guy Eddie | Laura McMullen | junto a Ricky Tomlinson |

### Videojuegos
| Año  | VideoJuego              | Personaje  | Notas                           |
| ---- | ----------------------- | ---------- | ------------------------------- |
| 1999 | Brookside: Double Take! | Sally's PA | prestó su voz para el personaje |